# Zhizhao Chen
Zhizhao Chen er en kinesisk fodboldspiller, der spiller for Corinthians.